# Franjo Rosina
Franjo Rosina, slovenski odvetnik, politik in bančnik, * 29. september 1863, Leskovica pri Šmartnem, † 25. oktober 1924, Dunaj.

## Življenjepis
Leta 1888 je na Dunaju doštudiral pravo, v Gradcu pa leta 1891 iz njega doktoriral.
Že leta 1896 je bil v Ljutomeru izvoljen za poslanca v štajerski deželni zbor. Bil je med ustanovitelji Sokola v Novem mestu, v Ljutomeru in v Mariboru ter njegov starosta v Novem mestu in v Mariboru.  V letih 1905 - 1924 je bil načelnik mariborske Posojilnice in predsednik Čitalnice v Mariboru. 
V  letih 1918–1919 je Rosina kot podpredsednik Narodnega sveta za Štajersko skupaj s predsednikom Karlom Verstovškom z odločnostjo veliko pripomogel k uspehu generala Maistra. Vsestransko je podpiral akcijo za slovensko Štajersko in Maribor. Kot načelnik mariborske Posojilnice je dr. Rosina za potrebe Maistrove vojske zagotovil 2 milijona kron. Znana je njegova prepričljiva izjava: »Denar je slovenski, če nam pomaga rešiti, kar se rešiti da, je prav, če ne, gremo pa tako mi vsi in denar ….« 
General Maister je kasneje zapisal: »Pomen tega koraka Posojilnice in njenega predsednika razumemo, če upoštevamo, da se je s tem denarjem hranilo, preskrbovalo in plačevalo slovensko vojaštvo, ki je rešilo Maribor pred Avstrijo. Po pomenu in posledicah predstavlja ta korak zgodovinsko delo v naši preteklosti«. Denar je Posojilnici vrnila deželna vlada za Slovenijo v Ljubljani leta 1921.
Njegova vnukinja je Alenka Šelih.